# Успенская волость (Миусский округ)
Успенская волость — историческая административно-территориальная единица Миусского, затем Таганрогского округа Области Войска Донского с центром в слободе Успенка.
По состоянию на 1873 год состояла из слободы и посёлка. Население — 2958 человек (1502 мужского пола и 1456 — женского), 439 дворовых хозяйств и 12 отдельных дворов.
Поселения волости:
- Успенка — слобода у реки Крынка в 120 верстах от окружной станицы и за 3 версты от железнодорожной станции Успенская Курско-Харьковско-Азовской железной дороги, 2480 человек, 359 дворовых хозяйства и 8 отдельных домов;
- Калиновое — посёлок у реки Крынка в 123 верстах от окружной станицы и за 6 верст от железнодорожной станции Успенская, 478 человек, 80 дворовых хозяйств и 4 отдельных здания.